# Phenacoccus formicarum
Phenacoccus formicarum är en insektsart som beskrevs av Leonardi 1908. Phenacoccus formicarum ingår i släktet Phenacoccus och familjen ullsköldlöss.
Artens utbredningsområde är Italien. Inga underarter finns listade i Catalogue of Life.